# جون جلان (سياسي)
جون جلان (بالإنجليزية: John Glen)‏ هو سياسي أمريكي، ولد في 1809، وتوفي في 1895.